# 克其力克农场
克其力克农场，是中华人民共和国新疆维吾尔自治区阿克苏地区库车市下辖的一个类似乡级单位。

## 行政区划
克其力克农场下辖以下地区：
虚拟场部村。